# Piotr Brożyna
Piotr Brożyna (Zakopane, 17 febbraio 1995) è un ciclista su strada polacco che corre per il Team Felt Felbermayr.

## Biografia
È il figlio dell'ex ciclista Tomasz Brożyna.

## Palmarès

### Strada
- 2014 (Dilettanti, una vittoria)

Campionati polacchi, Prova in linea Under-23
- 2017 (CCC Sprandi Polkowice, una vittoria)

Campionati polacchi, Prova a cronometro Under-23
- 2020 (Voster ATS Team, una vittoria)

Prologo Małopolski Wyścig Górski (Cracovia > Cracovia, cronometro)
- 2024 Team Felt Felbermayr, due vittorie)

2ª tappa Tour de Maurice (Cascavelle > Bois Chéri)
Classifica generale Tour de Maurice

#### Altri successi
- 2017 (CCC Sprandi Polkowice)

Classifica giovani Szlakiem Walk Majora Hubala
Classifica giovani Okolo Slovenska
- 2021 (HRE Mazowsze Serce Polski)

Classifica scalatori Szlakiem Grodów Piastowskich

## Piazzamenti

### Competizioni mondiali
- Campionati del mondo

Ponferrada 2014 - In linea Under-23: ritirato
Bergen 2017 - Cronometro Under-23: 23º
Bergen 2017 - In linea Under-23: 45º
Glasgow 2023 - In linea Staffetta mista: 10º

### Competizioni europee
- Campionati europei

Nyon 2014 - In linea Under-23: 78º
Plumelec 2016 - In linea Under-23: 85º
Herning 2017 - Cronometro Under-23: 14º
Herning 2017 - In linea Under-23: 100º
Alkmaar 2019 - In linea Elite: ritirato
Plouay 2020 - In linea Elite: ritirato
Drenthe 2023 - Staffetta mista: 5º
Drenthe 2023 - In linea Elite: 67º